# Уелен
Уелен — найсхідніший населений пункт Російської Федерації.

## Географія

Уелен у 1934 році.

Знаходиться в Чукотському районі Чукотського автономного округу.
Висота над рівнем моря — 3 метри.

## Клімат
Клімат субарктичний, літо (липень-серпень близько 6 °C), середньорічна температура — біля - 8 °C. 

## Населення
Чисельність постійного населення — близько 500 осіб.
Відомий виробами чукотського народного промислу, тут розташована косторізна майстерня.
У селищі народився відомий письменник Юрій Ритхеу.

## Ресурси
- Уелен на карті